# 瓦西里耶夫斯基莫赫
瓦西里耶夫斯基莫赫（羅馬化：Vasilʹyevskiy Mokh）是俄罗斯特维尔州的市级镇，为该州加里宁区人口最多的市级镇。地处特维尔州东部，位于区行政中心及州府特维尔以北约17公里处。镇内设有同名铁路车站，位于多罗希哈－瓦西里耶夫斯基莫赫线上。
该地2022年人口有2,141人；2010年人口2,122；2002年人口2,578；1989年人口3,511。